# 190P/Mueller
190P/Mueller è una cometa periodica appartenente alla famiglia delle comete gioviane.
La cometa è stata scoperta il 21 ottobre 1998 dall'astronoma statunitense Jean E. Mueller, già il 22 ottobre 1998 veniva reso noto che erano state trovate immagini di prescoperta risalenti al 14 settembre 1998 riprese dall'astronomo statunitense William D. Ferris. La sua riscoperta avvenuta il 26 luglio 2007 da parte degli astrofili Luca Buzzi, Federica Luppi e Peter Birtwhistle ha permesso di numerarla.
Unica caratteristica degna di nota della cometa è di avere una MOID relativamente piccola col pianeta Giove di sole 0,173 U.A., questo fatto porterà in futuro il pianeta a modificare notevolmente l'orbita attuale della cometa.